# World Piece Tour
World Piece Tour fue una gira de conciertos por la banda de Heavy metal, Iron Maiden, desde el 2 de mayo de 1983 hasta el 18 de diciembre de 1983. La gira fue en apoyo de al cuarto álbum de la banda, Piece of Mind.

## Conciertos
| Fecha                    | Ciudad           | País           | Lugar                                |
| Europa                   | Europa           | Europa         | Europa                               |
| ------------------------ | ---------------- | -------------- | ------------------------------------ |
| 2 de mayo de 1983        | Hull             | Inglaterra     | Hull City Hall                       |
| 3 de mayo de 1983        | Preston          | Inglaterra     | Guildhall                            |
| 5 de mayo de 1983        | Oxford           | Inglaterra     | New Theatre de Oxford                |
| 6 de mayo de 1983        | Leicester        | Inglaterra     | De Montfort Hall                     |
| 7 de mayo de 1983        | Southampton      | Inglaterra     | Mayflower Theatre                    |
| 8 de mayo de 1983        | Ipswich          | Inglaterra     | Regent Theatre                       |
| 10 de mayo de 1983       | Nottingham       | Inglaterra     | Nottingham Royal Concert Hall        |
| 11 de mayo de 1983       | Bradford         | Inglaterra     | St. George Hall                      |
| 12 de mayo de 1983       | Glasgow          | Escocia        | Apollo Theatre                       |
| 13 de mayo de 1983       | Edimburgo        | Escocia        | Edinburgh Playhouse                  |
| 15 de mayo de 1983       | Cardiff          | Gales          | San David Hall                       |
| 16 de mayo de 1983       | Sheffield        | Inglaterra     | Sheffield City Hall                  |
| 17 de mayo de 1983       | Newcastle        | Inglaterra     | Newcastle City Hall                  |
| 18 de mayo de 1983       | Hanley           | Inglaterra     | Victoria Hall                        |
| 20 de mayo de 1983       | Bristol          | Inglaterra     | Colston Hall                         |
| 21 de mayo de 1983       | Birmingham       | Inglaterra     | Birmingham Odeon                     |
| 22 de mayo de 1983       | Birmingham       | Inglaterra     | Birmingham Odeon                     |
| 23 de mayo de 1983       | Manchester       | Inglaterra     | Manchester Apollo                    |
| 25 de mayo de 1983       | Londres          | Inglaterra     | Hammersmith Odeon                    |
| 26 de mayo de 1983       | Londres          | Inglaterra     | Hammersmith Odeon                    |
| 27 de mayo de 1983       | Londres          | Inglaterra     | Hammersmith Odeon                    |
| 28 de mayo de 1983       | Londres          | Inglaterra     | Hammersmith Odeon                    |
| 1 de junio de 1983       | Helsinki         | Finlandia      | Jäähalli                             |
| 3 de junio de 1983       | Gotemburgo       | Suecia         | Scandinavium                         |
| 4 de junio de 1983       | Drammen          | Noruega        | Drammenshallen                       |
| 5 de junio de 1983       | Estocolmo        | Suecia         | Hovet                                |
| 7 de junio de 1983       | Copenhague       | Dinamarca      | Folketeatret                         |
| 9 de junio de 1983       | Kerkrade         | Países Bajos   | Rodahal (Cancelado)                  |
| 10 de junio de 1983      | Schifflange      | Luxemburgo     | Sala Polivalente                     |
| 11 de junio de 1983      | Bruselas         | Bélgica        | Bosque Nacional (Cancelado)          |
| 12 de junio de 1983      | Ámsterdam        | Países Bajos   | Jaap Eden Baan                       |
| América del Norte        |                  |                |                                      |
| 21 de junio de 1983      | Casper           | Estados Unidos | Casper Events Center                 |
| 22 de junio de 1983      | Salt Lake City   | Estados Unidos | Salt Palace                          |
| 23 de junio de 1983      | Boise            | Estados Unidos | Taco Bell Arena                      |
| 24 de junio de 1983      | Spokane          | Estados Unidos | Spokane Coliseum                     |
| 27 de junio de 1983      | Portland         | Estados Unidos | Portland Coliseum                    |
| 28 de junio de 1983      | Seattle          | Estados Unidos | eattle Center Coliseum               |
| 29 de junio de 1983      | Vancouver        | Canadá         | Pacific Coliseum                     |
| 2 de julio de 1983       | Daly City        | Estados Unidos | Cow Palace                           |
| 3 de julio de 1983       | Sacramento       | Estados Unidos | Memorial Auditorium                  |
| 5 de julio de 1983       | Fresno           | Estados Unidos | Selland Arena                        |
| 7 de julio de 1983       | San Bernardino   | Estados Unidos | Orange Pavilion                      |
| 8 de julio de 1983       | San Diego        | Estados Unidos | San Diego Sports Arena               |
| 9 de julio de 1983       | Los Ángeles      | Estados Unidos | Long Beach Arena                     |
| 11 de julio de 1983      | Tucson           | Estados Unidos | Tucson Convention Center             |
| 12 de julio de 1983      | Phoenix          | Estados Unidos | Arizona Veterans Memorial Coliseum   |
| 13 de julio de 1983      | Albuquerque      | Estados Unidos | Tingley Coliseum                     |
| 14 de julio de 1983      | Denver           | Estados Unidos | McNichols Sports Arena               |
| 16 de julio de 1983      | Lubbock          | Estados Unidos | Lubbock Memorial Civic Center        |
| 17 de julio de 1983      | Amarillo         | Estados Unidos | Amarillo Civic Center                |
| 20 de julio de 1983      | El Paso          | Estados Unidos | El Paso County Coliseum              |
| 22 de julio de 1983      | Norman           | Estados Unidos | Lloyd Noble Center                   |
| 23 de julio de 1983      | Dallas           | Estados Unidos | Dallas Convention Center             |
| 24 de julio de 1983      | Houston          | Estados Unidos | Sam Houston Coliseum                 |
| 26 de julio de 1983      | Corpus Christi   | Estados Unidos | Corpus Christi Coliseum              |
| 27 de julio de 1983      | San Antonio      | Estados Unidos | HemisFair Arena                      |
| 29 de julio de 1983      | Shreveport       | Estados Unidos | Hirsch Memorial Coliseum             |
| 30 de julio de 1983      | Memphis          | Estados Unidos | Mid-South Coliseum                   |
| 31 de julio de 1983      | Little Rock      | Estados Unidos | Barton Coliseum                      |
| 1 de agosto de 1983      | Nashville        | Estados Unidos | Auditorio Municipal de Nashville     |
| 2 de agosto de 1983      | Louisville       | Estados Unidos | Jardines de Louisville               |
| 6 de agosto de 1983      | East Troy        | Estados Unidos | Alpine Valley                        |
| 7 de agosto de 1983      | Indianápolis     | Estados Unidos | Plaza de Mercado de La Arena         |
| 9 de agosto de 1983      | Fort Wayne       | Estados Unidos | Allen County War Memorial Coliseum   |
| 10 de agosto de 1983     | Kalamazoo        | Estados Unidos | Alas estadio                         |
| 11 de agosto de 1983     | Detroit          | Estados Unidos | Cobo Arena                           |
| 13 de agosto de 1983     | Erie             | Estados Unidos | Civic Center                         |
| 14 de agosto de 1983     | Richfield        | Estados Unidos | Richfield Coliseum                   |
| 15 de agosto de 1983     | Buffalo          | Estados Unidos | Buffalo Memorial Auditorium          |
| 16 de agosto de 1983     | Pittsburgh       | Estados Unidos | Mellon Arena                         |
| 18 de agosto de 1983     | Allentown        | Estados Unidos | Gran Allentown Fair                  |
| 19 de agosto de 1983     | Filadelfia       | Estados Unidos | Wachovia Spectrum                    |
| 20 de agosto de 1983     | Landover         | Estados Unidos | Centro de Capital                    |
| 23 de agosto de 1983     | Glens Falls      | Estados Unidos | Glens Falls Civic Center             |
| 24 de agosto de 1983     | Siracusa         | Estados Unidos | Oncenter War Memorial Arena          |
| 25 de agosto de 1983     | Uniondale        | Estados Unidos | Nassau Veterans Memorial Coliseum    |
| 26 de agosto de 1983     | New Haven        | Estados Unidos | New Haven Coliseum                   |
| 27 de agosto de 1983     | South Yarmouth   | Estados Unidos | Cape Cod Coliseum                    |
| 29 de agosto de 1983     | Portland         | Estados Unidos | Condado de Cumberland                |
| 30 de agosto de 1983     | Providence       | Estados Unidos | Dunkin 'Donuts Center                |
| 31 de agosto de 1983     | Poughkeepsie     | Estados Unidos | Mid-Hudson Civic Center              |
| 1 de septiembre de 1983  | Rochester        | Estados Unidos | Blue Cross Arena                     |
| 5 de septiembre de 1983  | Maple            | Canadá         | Kingswood Music Theatre              |
| 6 de septiembre de 1983  | Montreal         | Canadá         | Verdún Auditorio                     |
| 7 de septiembre de 1983  | Chicoutimi       | Canadá         | Centro Georges-Vézina                |
| 8 de septiembre de 1983  | Quebec           | Canadá         | Colisée Pepsi                        |
| 10 de septiembre de 1983 | Toledo           | Estados Unidos | Toledo Sports Arena                  |
| 11 de septiembre de 1983 | East Lansing     | Estados Unidos | Jenison Fieldhouse                   |
| 13 de septiembre de 1983 | Madison          | Estados Unidos | Alliant Energy Center                |
| 14 de septiembre de 1983 | Bloomington      | Estados Unidos | Met Center                           |
| 17 de septiembre de 1983 | Winnipeg         | Canadá         | Winnipeg Arena                       |
| 19 de septiembre de 1983 | Calgary          | Canadá         | Stampede Corral                      |
| 20 de septiembre de 1983 | Edmonton         | Canadá         | Northlands Coliseum                  |
| 25 de septiembre de 1983 | Lincoln          | Estados Unidos | Centro Pershing (Cancelado)          |
| 26 de septiembre de 1983 | Kansas City      | Estados Unidos | Memorial Auditorium (Cancelado)      |
| 27 de septiembre de 1983 | San Luis         | Estados Unidos | Auditorio Kiel (Cancelado)           |
| 29 de septiembre de 1983 | Peoria           | Estados Unidos | Peoria Civic Center                  |
| 30 de septiembre de 1983 | Chicago          | Estados Unidos | UIC Pavilion                         |
| 1 de octubre de 1983     | Cincinnati       | Estados Unidos | Jardines de Cincinnati               |
| 2 de octubre de 1983     | Columbus         | Estados Unidos | Battelle Hall                        |
| 4 de octubre de 1983     | Baltimore        | Estados Unidos | 1st Mariner Arena                    |
| 8 de octubre de 1983     | Nueva York       | Estados Unidos | Madison Square Garden                |
| 9 de octubre de 1983     | Norfolk          | Estados Unidos | alcance de Norfolk                   |
| 10 de octubre de 1983    | Charleston       | Estados Unidos | Charleston Civic Center              |
| 12 de octubre de 1983    | Columbia         | Estados Unidos | Carolina del Coliseo                 |
| 14 de octubre de 1983    | Pembroke Pines   | Estados Unidos | Hollywood Sportatorium               |
| 15 de octubre de 1983    | Jacksonville     | Estados Unidos | Jacksonville Memorial Coliseum       |
| 16 de octubre de 1983    | Lakeland         | Estados Unidos | Lakeland Civic Center                |
| 18 de octubre de 1983    | Johnson City     | Estados Unidos | Freedom Hall Civic Center            |
| 19 de octubre de 1983    | Knoxville        | Estados Unidos | James White Civic Coliseum           |
| 20 de octubre de 1983    | Charlotte        | Estados Unidos | Charlotte Coliseum                   |
| 21 de octubre de 1983    | Atlanta          | Estados Unidos | Omni Coliseum                        |
| 22 de octubre de 1983    | Lincoln          | Estados Unidos | Centro de Pershing                   |
| 23 de octubre de 1983    | Kansas City      | Estados Unidos | Memorial Auditorium                  |
| 24 de octubre de 1983    | San Luis         | Estados Unidos | Kiel Auditorium                      |
| Europa                   |                  |                |                                      |
| 5 de noviembre de 1983   | Kerkrade         | Países Bajos   | Rodahal                              |
| 7 de noviembre de 1983   | Hannover         | Alemania       | Niedersachsenhalle                   |
| 8 de noviembre de 1983   | Hamburgo         | Alemania       | Ernst-Merck-Halle                    |
| 9 de noviembre de 1983   | Kiel             | Alemania       | Ostseehalle                          |
| 10 de noviembre de 1983  | Bremen           | Alemania       | AWD-Dome                             |
| 11 de noviembre de 1983  | Kerkrade         | Países Bajos   | Rodahal (Cancelado)                  |
| 14 de noviembre de 1983  | Bruselas         | Bélgica        | Nacional Forestal                    |
| 15 de noviembre de 1983  | Ruan             | Francia        | Parque de Exposiciones               |
| 17 de noviembre de 1983  | París            | Francia        | Espace Balard                        |
| 18 de noviembre de 1983  | Besançon         | Francia        | Palacio de los Deportes              |
| 19 de noviembre de 1983  | Clermont-Ferrand | Francia        | Clermont-Ferrand Palacio de Deportes |
| 20 de noviembre de 1983  | Lyon             | Francia        | Palais d'Hiver                       |
| 22 de noviembre de 1983  | Barcelona        | España         | Palacio de los Deportes              |
| 24 de noviembre de 1983  | Madrid           | España         | Pabellón del Real Madrid             |
| 25 de noviembre de 1983  | Madrid           | España         | Pabellón del Real Madrid             |
| 27 de noviembre de 1983  | San Sebastián    | España         | velódromo de Anoeta                  |
| 30 de noviembre de 1983  | Munich           | Alemania       | Olympiahalle                         |
| 1 de diciembre de 1983   | Núremberg        | Alemania       | Hemmerleinhalle                      |
| 2 de diciembre de 1983   | Núremberg        | Alemania       | Hemmerleinhalle                      |
| 3 de diciembre de 1983   | Würzburg         | Alemania       | Carl-Diem-Halle                      |
| 4 de diciembre de 1983   | Düsseldorf       | Alemania       | Philipshalle                         |
| 6 de diciembre de 1983   | Ulm              | Alemania       | Donauhalle                           |
| 7 de diciembre de 1983   | Ludwigshafen     | Alemania       | Friedrich-Ebert-Halle                |
| 8 de diciembre de 1983   | Stuttgart        | Alemania       | Schleyerhalle                        |
| 9 de diciembre de 1983   | Dortmund         | Alemania       | Westfalenhalle                       |
| 10 de diciembre de 1983  | Rüsselsheim      | Alemania       | Walter-Kobel-Halle                   |
| 11 de diciembre de 1983  | Lausana          | Suiza          | Palais de Beaulieu                   |
| 12 de diciembre de 1983  | Padua            | Italia         | Palazzo dello Sport (Cancelado)      |
| 13 de diciembre de 1983  | Milán            | Italia         | Palalido (Cancelado)                 |
| 17 de diciembre de 1983  | Dortmund         | Alemania       | Westfalenhalle                       |
| 18 de diciembre de 1983  | Dortmund         | Alemania       | Westfalenhalle                       |

Referencia

## Setlist
1. Intro - Main Title from Where Eagles Dare
2. "Where Eagles Dare" (de Piece of Mind, 1983)
3. "Wrathchild" (de Killers, 1981)
4. "The Trooper" (de Piece of Mind, 1983)
5. "Revelations" (de Piece of Mind, 1983)
6. "Flight of Icarus" (de Piece of Mind, 1983)
7. "Die with Your Boots On" (de Piece of Mind, 1983)
8. "22 Acacia Avenue" (de The Number of the Beast, 1982)
9. "The Number of the Beast" (de The Number of the Beast, 1982)
10. "Still Life" (de Piece of Mind, 1983)
11. "To Tame a Land" (de Piece of Mind, 1983)
12. "Phantom of the Opera" (de Iron Maiden, 1980)
13. "Hallowed Be Thy Name" (de The Number of the Beast, 1982)
14. "Iron Maiden" (de Iron Maiden, 1980)
15. "Run to the Hills" (de The Number of the Beast, 1982)
16. "Sanctuary" (de Iron Maiden, 1980)
17. "Drifter" (de Killers, 1981)
18. "Prowler" (de Iron Maiden, 1980)

Notas
- En la parte norteamericana de la gira, "Sanctuary" subió al segundo en la lista de canciones, seguido de "Wrathchild", con todas las canciones de otros en el mismo orden.
- "Still Life", "Phantom of the Opera" y "Prowler" fueron retirados de la lista de reproducción en los espectáculos de América del Norte.
- Dave Murray tendría un solo de guitarra después de "To Tame A Land", seguido por un solo de batería de Nicko McBrain, seguing en "El Fantasma de la Opera" (más tarde "Hallowed Be Thy Name").
- En la fecha del tour el 7 de agosto en Indianápolis, un modelo que había sido recientemente elegido como "Metal señorita", como parte de una promoción de radio fue invitado en el escenario durante "22 Acacia Avenue". Bailó alrededor de Bruce Dickinson en un bikini, botas hasta la rodilla, largos guantes de PVC, sosteniendo un látigo y unas esposas colgando de su cinturón. Después de que ella había terminado el baile, Dickinson se acercó a ella y le desgarró la blusa, dejando su torso desnudo en frente de la multitud. Dickinson fue arrestado después de la fecha y fue demandado posteriormente por la joven, el juicio tuvo lugar más tarde fuera de la corte. Una foto de Dickinson y la mujer (con la ropa puesta) joven puede verse en el folleto del CD para el 1998 relanzamiento de "Piece of Mind".
- "2 Minutes to Midnight" fue grabado en el programa del 18 agosto de Allentown.
- Las Visitas del final cuentan con un solo de batería.
- La última noche de la gira en Dortmund vio a la banda "matar" a su mascota Eddie después de la canción "Iron Maiden". Bruce Dickinson tuvo el cerebro de la cabeza de Eddie, mientras que el resto de la banda le propinaron patadas y golpeando a la mascota, Dave Murray la herida hasta romper su Fender Stratocaster negro en pedazos en el cuello de Eddie y un amplificador de cerca.